# Richard Deming
Richard Deming (* 25. April 1915 in Des Moines, Iowa, USA; † 5. September 1983 in Ventura, Kalifornien, USA) war ein US-amerikanischer Schriftsteller.

## Leben
Deming wuchs in St. Louis (Missouri) auf, studierte dort an der Washington University und promovierte an der Staatlichen Universität in Iowa City in Literaturgeschichte. Er war von 1941 bis 1945 bei der Army, dann bis 1950 Sekretär beim Roten Kreuz. Er schrieb Kurzgeschichten und 57 Kriminalromane.
Deming war von 1976 bis 1983 im Verwaltungsrat der Mystery Writers of America.
Er heiratete 1948 Ruth DuBois und wurde Vater zweier Töchter.

## Werke (Auswahl)
- 1953: Tweak the Devil’s Nose. Rinehart, New York

→ als Hand-Picked to Die. Spivak, New York 1956
→ dt. Blutige Dollars. Lehning, Hannover 1955
→ dt. Auf ihn fiel kein Verdacht. Desch, München, Wien, Basel 1962
- 1958: Dragnet: The Case of the Courteous Killer. Pocket Books, New York

→ dt. Der Fall des höflichen Mörders. Heyne, München 1962
- 1959: Dragnet: The Case of the Crime King. Pocket Books, New York

→ dt. Der Fall des Verbrecherkönigs. Heyne, München 1963
- 1959: Fall Girl. Zenith, New York

→ als Walk a Crooked Mile. Boardman, London 1959
→ dt. Auf schiefer Bahn. Desch, München, Wien, Basel 1962
- 1960: Hit and Run. Pocket Books, New York

→ dt. Schlag auf Schlag. Desch, München, Wien, Basel 1965
- 1961: Vice Cop. Belmont, New York

→ dt. In der Maske des Playboys. Desch, München 1965
- 1961: Second Honeymoon. Renown Publications, New York

→ dt. Späte Liebe. Heyne, München 1966
- 1962: The Careful Man. W.H. Allen, London

→ dt. Der letzte Myrtenkranz. Heyne, München 1967
- 1962: Body for Sale. Pocket Books, New York

→ dt. Du bist zu clever, Baby! Bastei-Verlag Lübbe, Bergisch Gladbach 1972
- 1963: Anything But Saintly. Pocket Books, New York

→ dt. Das Callgirl. Desch, München 1966
- 1964: Death of a Pusher. Pocket Books, New York

→ dt. Sprich zu mir von Mord. Heyne, München 1966
- 1964: This Game of Murder. Monarch, Derby, Connecticut 1963

→ dt. Tödliche Spiele. Desch, München 1966
Eine wiederkehrende Figur in den Geschichten von Deming war Sergeant Sod Harris von der Mordkommission (Homicide) in St. Louis. Ein konstantes Element dieser Stories war dabei, dass Harris seine Fälle stets mit seiner Ehefrau Maggie besprach – dabei ergaben sich meist für den Polizisten nützliche Hinweise, die ein neues Licht auf den Fall warfen und die oft sogar zur Lösung des Falles führten. Die Geschichten spielen Ender der 60er-Jahre. Einige Fälle wurden bereits Anfang der 70er-Jahre vom Bayerischen Rundfunk als Hörspiele vertont (z. B. Der Mann ohne Gedächtnis). Den Sergeant Harris sprach dabei Jürgen Goslar.